# Christina Lechtermann
Christina Lechtermann (* 1971) ist eine deutsche Germanistin.

## Leben
Sie studierte an der Universität Paderborn Ältere Deutsche Literatur und Anglistik  und wurde 2003 an der Humboldt-Universität zu Berlin promoviert. Von 2010 bis 2015 war sie Juniorprofessorin für Germanistische Mediävistik an der Ruhr-Universität Bochum. Nach der Habilitation 2013  war sie von 2015 bis 2021 Professorin für Ältere deutsche Literatur an der Goethe-Universität. Seit 2021 ist sie Professorin für Germanistische Mediävistik an der Ruhr-Universität Bochum.
Ihre Forschungsschwerpunkte sind die höfische Literatur des 13. und 14. Jahrhunderts, volkssprachige Marienleben und Mariengrußdichtungen, sowie geometrische Fachtexte des späten Mittelalters und der frühen Neuzeit.

## Schriften (Auswahl)
- Berührt werden. Narrative Strategien der Präsenz in der höfischen Literatur um 1200. Berlin 2005, ISBN 3-503-07941-6.